# Danh sách đĩa nhạc của Paul McCartney
Paul McCartney bắt đầu sự nghiệp âm nhạc trong vai trò là thành viên của ban nhạc The Beatles. Sau đó ông bắt đầu sự nghiệp solo với album McCartney vào năm 1970, tiếp theo đó là sự nghiệp với ban nhạc Wings. Ngoài ra, Paul McCartney cũng tham gia vào nhiều dự án cá nhân đa dạng và phong phú.

## Album

### Rock và pop
| Năm  | Album | Vị trí cao nhất | Vị trí cao nhất | Vị trí cao nhất | Vị trí cao nhất | Vị trí cao nhất | Vị trí cao nhất | Vị trí cao nhất | Vị trí cao nhất | Vị trí cao nhất | Vị trí cao nhất | Chứng chỉ (theo doanh số đĩa bán)                                                     |
| Năm  | Album | UK              | US              | AUS             | NZ              | NOR             | NLD             | FRA             | SWE             | JPN             | GER             | Chứng chỉ (theo doanh số đĩa bán)                                                     |
| ---- | --- | --------------- | --------------- | --------------- | --------------- | --------------- | --------------- | --------------- | --------------- | --------------- | --------------- | ------------------------------------------------------------------------------------- |
| 1970 | McCartney - Phát hành: 17 tháng 4 năm 1970 - Hãng đĩa: Apple                                                          | 2               | 1               | 3               | –               | 2               | 3               | 4               | *               | 13              | 15              | - US: 2x Bạch kim - CAN: Bạch kim                                                     |
| 1971 | Ram (Paul & Linda McCartney) - Phát hành: 17 tháng 5 năm 1971 - Hãng đĩa: Apple/EMI, Capitol                          | 1               | 2               | 3               | 6               | 2               | 4               | 8               | *               | 8               | 22              | - US: Bạch kim - CAN: Bạch kim                                                        |
| 1971 | Wild Life (Wings) - Phát hành: 7 tháng 12 năm 1971 - Hãng đĩa: Apple/EMI, Capitol                                     | 11              | 10              | 3               | 9               | 4               | 6               | *               | *               | 15              | 47              | - US: Vàng - CAN: Vàng                                                                |
| 1973 | Red Rose Speedway (Paul McCartney & Wings) - Phát hành: 30 tháng 4 năm 1973 - Hãng đĩa: Apple/EMI, Capitol            | 5               | 1               | 1               | 10              | 4               | 6               | 9               | *               | 13              | —               | - US: Vàng - UK: Vàng - CAN: Bạch kim                                                 |
| 1973 | Band on the Run (Paul McCartney & Wings) - Phát hành: 5 tháng 12 năm 1973 - Hãng đĩa: Apple/EMI, Capitol              | 1               | 1               | 1               | 4               | 1               | 5               | *               | *               | 11              | 15              | - US: 3x Bạch kim - UK: Bạch kim - FRA: Vàng                                          |
| 1975 | Venus and Mars (Wings) - Phát hành: 27 tháng 5 năm 1975 - Hãng đĩa: Capitol                                           | 1               | 1               | 2               | 1               | 1               | 5               | 1               | *               | 9               | 11              | - US: Bạch kim - UK: Bạch kim - CAN: Bạch kim                                         |
| 1976 | Wings at the Speed of Sound (Wings) - Phát hành: 25 tháng 3 năm 1976 - Hãng đĩa: Capitol                              | 2               | 1               | 2               | 2               | 2               | 3               | 1               | 7               | 4               | 32              | - US: Bạch kim - UK: Vàng - FRA: Vàng                                                 |
| 1978 | London Town (Wings) - Phát hành: 31 tháng 3 năm 1978 - Hãng đĩa: Parlophone (thế giới) Capitol (US)                   | 4               | 2               | 3               | 4               | 2               | 1               | 3               | 4               | 4               | 6               | - US: Bạch kim - UK: Vàng - FRA: Vàng - GER: Vàng                                     |
| 1979 | Back to the Egg (Wings) - Phát hành: 8 tháng 6 năm 1979 - Hãng đĩa: Parlophone (thế giới) Columbia (Bắc Mỹ)           | 6               | 8               | 3               | 9               | 5               | 11              | 11              | 5               | 7               | 16              | - US: Bạch kim - UK: Vàng - CAN: 2x Bạch kim                                          |
| 1980 | McCartney II - Phát hành: 16 tháng 5 năm 1980 - Hãng đĩa: Parlophone (thế giới) Columbia (Bắc Mỹ)                     | 1               | 3               | 6               | 5               | 5               | 11              | 2               | 5               | 8               | 19              | - US: Vàng - UK: Vàng                                                                 |
| 1982 | Tug of War - Phát hành: 26 tháng 4 năm 1982 - Hãng đĩa: Parlophone (thế giới) Columbia (Bắc Mỹ)                       | 1               | 1               | 2               | 4               | 1               | 1               | 2               | 1               | 1               | 2               | - US: Bạch kim - UK: Vàng - FRA: Vàng                                                 |
| 1983 | Pipes of Peace - Phát hành: 31 tháng 10 năm 1983 - Hãng đĩa: Parlophone (thế giới) Columbia (Bắc Mỹ)                  | 4               | 15              | 9               | 38              | 1               | 11              | 13              | 4               | 5               | 20              | - US: Bạch kim - UK: Bạch kim - CAN: Bạch kim                                         |
| 1984 | Give My Regards to Broad Street - Phát hành: 22 tháng 10 năm 1984 - Hãng đĩa: Parlophone (thế giới) Columbia (Bắc Mỹ) | 1               | 21              | 10              | 25              | 4               | 24              | —               | 9               | 6               | 25              | - US: Vàng - UK: Bạch kim - CAN: Vàng                                                 |
| 1986 | Press to Play - Phát hành: 22 tháng 8 năm 1986 - Hãng đĩa: Parlophone, Capitol, EMI                                   | 8               | 30              | 22              | —               | 8               | 21              | —               | 17              | 11              | 30              | - UK: Vàng                                                                            |
| 1988 | Choba B CCCP - Phát hành: 31 tháng 10 năm 1988 - Hãng đĩa: Melodiya (Μелодия), EMI                                    | 63              | 109             | —               | —               | —               | —               | —               | —               | 48              | —               |                                                                                       |
| 1989 | Flowers in the Dirt - Phát hành: 5 tháng 6 năm 1989 - Hãng đĩa: Parlophone, Capitol, EMI                              | 1               | 21              | 18              | —               | 1               | 15              | 8               | 2               | 9               | 9               | - US: Vàng - UK: Bạch kim - CAN: Vàng - FRA: Vàng - GER: Vàng - SWE: Vàng - SWI: Vàng |
| 1993 | Off the Ground - Phát hành: 1 tháng 2 năm 1993 - Hãng đĩa: Parlophone, Capitol, EMI                                   | 5               | 17              | 8               | 4               | 2               | 5               | 15              | 10              | 5               | 2               | - US: Vàng - UK: Bạc - AUT: Vàng - CAN: Vàng - FRA: Vàng - GER: Bạch kim - SWI: Vàng  |
| 1997 | Flaming Pie - Phát hành: 5 tháng 5 năm 1997 - Hãng đĩa: Parlophone, Capitol, EMI                                      | 2               | 2               | 9               | 23              | 3               | 9               | 23              | 11              | 14              | 6               | - US: Vàng - UK: Vàng - NOR: Vàng                                                     |
| 1999 | Run Devil Run - Phát hành: 4 tháng 10 năm 1999 - Hãng đĩa: Parlophone, Capitol, EMI                                   | 12              | 27              | —               | —               | 12              | 53              | 55              | 23              | 30              | 21              | - UK: Vàng                                                                            |
| 2001 | Driving Rain - Phát hành: 12 tháng 11 năm 2001 - Hãng đĩa: Parlophone, Capitol, EMI                                   | 46              | 26              | —               | —               | 18              | —               | 33              | —               | 27              | 23              | - US: Vàng - UK: Bạc                                                                  |
| 2005 | Chaos and Creation in the Backyard - Phát hành: 12 tháng 9 năm 2005 - Hãng đĩa: Parlophone, Capitol, EMI              | 10              | 6               | 33              | —               | 8               | 5               | 3               | 3               | 19              | 4               | - US: Vàng - UK: Vàng - CAN: Vàng - FRA: Vàng - RUS: Vàng                             |
| 2007 | Memory Almost Full - Phát hành: 4 tháng 6 năm 2007 - Hãng đĩa: Hear Music/MPL                                         | 5               | 3               | 33              | 30              | 4               | 6               | 13              | 3               | 17              | 18              | - US: Vàng - UK: Vàng - CAN: Vàng - RUS: Bạch kim                                     |
| 2012 | Kisses on the Bottom - Phát hành: 7 tháng 2 năm 2012 - Hãng đĩa: Hear Music/MPL                                       | 3               | 5               | 15              | 35              | 7               | 5               | 4               | 8               | 13              | 9               |                                                                                       |
| 2013 | New - Phát hành: 15 tháng 10 năm 2013 - Hãng đĩa: Hear Music/MPL                                                      | 3               | 3               | 22              | 27              | 1               | 6               | 2               | 9               | 2               | 6               |                                                                                       |

### Nhạc cổ điển
| Năm  | Album                                                                                   | UK  | US  |
| ---- | --------------------------------------------------------------------------------------- | --- | --- |
| 1967 | The Family Way - Phát hành: 6 tháng 1 năm 1967                                          | —   | —   |
| 1977 | Thrillington (Percy "Thrills" Thrillington) - Phát hành: 29 tháng 4 năm 1977            | —   | —   |
| 1991 | Paul McCartney's Liverpool Oratorio (cùng Carl Davis) - Phát hành: 11 tháng 10 năm 1991 | —   | 177 |
| 1997 | Standing Stone - Phát hành: 29 tháng 9 năm 1997                                         | —   | 194 |
| 1999 | Working Classical - Phát hành: 1 tháng 11 năm 1999                                      | —   | —   |
| 2006 | Ecce Cor Meum - Phát hành: 25 tháng 9 năm 2006                                          | 141 | —   |
| 2011 | Ocean's Kingdom - Phát hành: 3 tháng 10 năm 2011 (UK) 4 tháng 10 năm 2011 (US)          | —   | 143 |

### Nhạc điện tử
| Năm  | Album | UK |
| ---- | --- | -- |
| 1993 | Strawberries Oceans Ships Forest (The Fireman) - Phát hành: 15 tháng 11 năm 1993                                                                    | —  |
| 1998 | Rushes (The Fireman) - Phát hành: 21 tháng 9 năm 1998                                                                                               | —  |
| 2000 | Liverpool Sound Collage (album ambient nhạc điện tử, được ghi chung cho The Beatles, Super Furry Animals và Youth) - Phát hành: 21 tháng 8 năm 2000 | —  |
| 2005 | Twin Freaks (cùng The Freelance Hellraiser) - Phát hành: 13 tháng 6 năm 2005                                                                        | —  |
| 2008 | Electric Arguments (The Fireman) - Phát hành: 24 tháng 11 năm 2008                                                                                  | 79 |

### Album trực tiếp
| 1976                                                               | Wings over America (Wings) - Phát hành: 10 tháng 12 năm 1976                                         | 8  | 1   | 3  | 7  | 33 | —  | 4   | 9  | - US: Bạch kim - UK: Vàng - CAN: Bạch kim        |
| 1990                                                               | Tripping the Live Fantastic - Phát hành: 5 tháng 11 năm 1990                                         | 26 | 17  | —  | —  | —  | —  | 12  | —  | - UK: Vàng                                       |
| 1990                                                               | Tripping the Live Fantastic: Highlights! - Phát hành: 12 tháng 11 năm 1990                           | —  | 141 | 21 | 18 | 27 | 27 | —   | 28 | - US: Bạch kim                                   |
| 1991                                                               | Unplugged (The Official Bootleg) - Phát hành: 20 tháng 5 năm 1991                                    | 7  | 14  | —  | 13 | 20 | 39 | 24  | —  | —                                                |
| 1993                                                               | Paul Is Live - Phát hành: 8 tháng 11 năm 1993 - Hãng đĩa: Parlophone, Capitol, EMI                   | 34 | 78  | —  | —  | 23 | —  | 16  | 44 | —                                                |
| 2002                                                               | Back in the U.S. - Phát hành: 11 tháng 11 năm 2002 - Hãng đĩa: Capitol, Toshiba EMI                  | —  | 8   | —  | —  | —  | —  | 4   |    | - US: 2x Bạch kim - CAN: 2x Bạch kim - JPN: Vàng |
| 2003                                                               | Back in the World - Phát hành: 17 tháng 3 năm 2003 - Hãng đĩa: Parlophone, EMI                       | 5  | —   | —  | —  | 12 | 68 | 196 | 10 | - UK: Vàng                                       |
| 2009                                                               | Good Evening New York City - Phát hành: 17 tháng 11 năm 2009 - Hãng đĩa: Hear Music, Mercury Records | 28 | 16  | —  | 8  | 29 | —  | 18  | 54 | - US: Vàng - UK: Bạc                             |
| "—" không được phát hành hoặc không được xếp hạng tại quốc gia này | |    |     |    |    |    |    |     |    |                                                  |

### Album tuyển tập
| Năm                                      | Album                                                      | Vị trí cao nhất | Vị trí cao nhất | Vị trí cao nhất | Vị trí cao nhất | Vị trí cao nhất | Vị trí cao nhất | Vị trí cao nhất | Vị trí cao nhất | Vị trí cao nhất | Vị trí cao nhất | Chứng chỉ                                                               |
| Năm                                      | Album                                                      | UK              | US              | AUS             | NZ              | NOR             | NLD             | AUT             | SWE             | JPN             | GER             | Chứng chỉ                                                               |
| ---------------------------------------- | ---------------------------------------------------------- | --------------- | --------------- | --------------- | --------------- | --------------- | --------------- | --------------- | --------------- | --------------- | --------------- | ----------------------------------------------------------------------- |
| 1978                                     | Wings Greatest - Phát hành: 2 tháng 11 năm 1978            | 5               | 29              | 8               | 16              | 20              | 8               | —               | 32              | 24              | 18              | - US: Bạch kim - UK: Bạch kim - CAN: Bạch kim                           |
| 1987                                     | All the Best! - Phát hành: 2 tháng 11 năm 1987             | 2               | 62              | 8               | 5               | 39              | 10              | 23              | 7               | 11              | 9               | - UK: 3x Bạch kim - US: 2x Bạch kim - AUT: Vàng - CAN: Vàng - FRA: Vàng |
| 2001                                     | Wingspan: Hits and History - Phát hành: 7 tháng 5 năm 2001 | 5               | 2               | 14              | 13              | 5               | 32              | 28              | 49              | 13              | 20              | - US: 2x Bạch kim - AUS: Vàng - UK: Vàng                                |
| "—" không được xếp hạng tại quốc gia này |                                                            |                 |                 |                 |                 |                 |                 |                 |                 |                 |                 |                                                                         |

### Quảng cáo và phát hành hạn chế
| Năm  | Album                                  | Ghi chú |
| ---- | -------------------------------------- | --- |
| 1980 | The McCartney Interview                | Phát hành theo kèm buổi phỏng vấn McCartney trên tạp chí Musician. Đạt vị trí 158 tại Mỹ. |
| 1990 | Paul McCartney Rocks                   | Bản tuyển tập quảng cáo tại Mỹ được phát hành bởi Capitol Records vào năm 1990 trong tour diễn Flowers in the Dirt của McCartney nhằm giới thiệu những ca khúc mới của ông. Album còn bao gồm những đĩa đơn mặt B tại Anh là "I Wanna Cry" và"Party Party" cùng với bản remix định dạng 7" của ca khúc "Figure of Eight". |
| 1993 | The New World Sampler                  | Bao gồm album All the Best! và album tuyển tập mới, New World Sampler. |
| 1997 | Oobu Joobu – Ecology                   | Các ca khúc trong chương trình phát thanh #5 của McCartney, bao gồm bonus disc cùng Flaming Pie chỉ có tại hệ thống của Best Buy. |
| 2004 | Paul McCartney's Glastonbury Groove    | Tuyển tập các ca khúc McCartney yêu thích. |
| 2005 | Never Stop Doing What You Love         | Tuyển tập được phát hành bởi Fidelity Investments. |
| 2005 | Paul: The US Tour Presented by Lexus   | Tuyển tập bao gồm Chaos and Creation in the Backyard và album trực tiếp Motor of Love (hầu hết những ca khúc của Motor of Love từng được phát hành trước đó, và album có thêm 2 ca khúc trình diễn hoàn toàn mới là "Drive My Car" thu âm tại Super Bowl XXXIX và "The Long and Winding Road" thu âm tại Anaheim, California vào năm 2002). Ấn bản tuyển tập này có thể được phân phối qua hãng Lexus. |
| 2007 | iTunes Festival: London                | Chỉ phát hành trên iTunes Store ngày 21 tháng 8 năm 2007, theo kèm là buổi diễn của McCartney ngày 5 tháng 7 năm 2007 ở London. |
| 2007 | Amoeba's Secret                        | Bản EP trực tiếp bao gồm buổi trình diễn bí mật tại Amoeba Music ở Hollywood, California, ngày 27 tháng 6 năm 2007. Bản EP được phát hành vào tháng 11 năm 2007 với số lượng đĩa than hạn chế, rồi tháng 1 năm 2009 ở định dạng CD và tải kỹ thuật số. |
| 2010 | Paul McCartney Live in Los Angeles     | Album được phát hành tại Anh và Ireland bởi tờ báo The Mail on Sunday ngày 10 tháng 2 năm 2010, theo kèm là buổi diễn của McCartney tại Amoeba Music ở Hollywood, California, ngày 27 tháng 6 năm 2007. Album cũng bao gồm 4 ca khúc từng có trong bản EP Amoeba's Secret ("Only Mama Knows", "C Moon", "That Was Me" và "I Saw Her Standing There") cũng như 8 ca khúc khác ("Drive My Car", "Dance Tonight", "Black Bird", "Here Today", "Back in the U.S.S.R.", "Get Back", "Hey Jude" và "Lady Madonna"). |
| 2012 | iTunes Live from Capitol Studios       | Chỉ phát hành trên iTunes Store ngày 16 tháng 3 năm 2012, thu âm trực tiếp ngày 10 tháng 2 (với video cũng được truyền trên iTunes) từ phòng thu Capitol Studios nhằm giới thiếu album Kisses on the Bottom trong ngày McCartney được nhận ngôi sao trên Đại lộ Danh vọng Hollywood. |
| 2012 | Kisses on the Bottom – Complete Kisses | Chỉ phát hành trên iTunes Store ngày 26 tháng 11 năm 2012. |

## Đĩa đơn

### Thập niên 1970
| Năm  | Đĩa đơn | Vị trí cao nhất | Vị trí cao nhất | Vị trí cao nhất | Vị trí cao nhất | Vị trí cao nhất | Vị trí cao nhất | Vị trí cao nhất | Album                               |
| Năm  | Đĩa đơn | UK              | US              | US AC           | CAN (RPM)       | GER             | NZ              | AUS             | Album                               |
| ---- | --- | --------------- | --------------- | --------------- | --------------- | --------------- | --------------- | --------------- | ----------------------------------- |
| 1971 | "Another Day" Oh Woman, Oh Why"                                                                             | 2               | 5               | 4               | 4               | 6               | 5               | 1               | không nằm trong album               |
| 1971 | "Uncle Albert/Admiral Halsey" Too Many People" (Paul & Linda McCartney)                                     | —               | 1               | 9               | 1               | —               | 1               | 5               | Ram                                 |
| 1971 | "The Back Seat of My Car" Heart of the Country" (Paul & Linda McCartney)                                    | 39              | —               | —               | —               | —               | —               | —               | Ram                                 |
| 1971 | "Eat at Home" "Smile Away" (Paul & Linda McCartney)                                                         | —               | —               | —               | —               | —               | 7               | 21              | Ram                                 |
| 1972 | "Give Ireland Back to the Irish" "Give Ireland Back to the Irish" (instr. version) (Wings)                  | 16              | 21              | —               | 46              | —               | —               | 17              | không nằm trong album               |
| 1972 | "Mary Had a Little Lamb" Little Woman Love" (Wings)                                                         | 9               | 28              | 29              | 41              | —               | 13              | 17              | không nằm trong album               |
| 1972 | "Hi, Hi, Hi" C Moon" (Wings)                                                                                | 5               | 10              | —               | 5               | 16              | 20              | 29              | không nằm trong album               |
| 1973 | "My Love" "The Mess" (trực tiếp) (Paul McCartney & Wings)                                                   | 9               | 1               | 1               | 2               | —               | 3               | 5               | Red Rose Speedway (mặt A)           |
| 1973 | "Live and Let Die" I Lie Around" (Paul McCartney & Wings)                                                   | 7               | 2               | 8               | 2               | —               | 20              | 5               | Live and Let Die (mặt A)            |
| 1973 | "Helen Wheels" Country Dreamer" (Paul McCartney & Wings)                                                    | 12              | 10              | —               | 4               | —               | 14              | 17              | Band on the Run (mặt A, chỉ tại Mỹ) |
| 1973 | "Jet" Let Me Roll It" (UK & 2nd pressings of US) "Mamunia" (US 1st pressings only) (Paul McCartney & Wings) | 7               | 7               | —               | 5               | —               | 2               | —               | Band on the Run                     |
| 1973 | "Mrs Vandebilt" Bluebird" (Paul McCartney & Wings)                                                          | —               | —               | —               | —               | —               | 9               | 41              | Band on the Run                     |
| 1974 | "Band on the Run" Zoo Gang" (UK) "Nineteen Hundred and Eighty-Five" (US) (Paul McCartney & Wings)           | 3               | 1               | 22              | 1               | —               | 1               | —               | Band on the Run                     |
| 1974 | "Junior's Farm" Sally G" (Paul McCartney & Wings)                                                           | 16              | 3               | —               | 10              | —               | 3               | 12              | không nằm trong album               |
| 1974 | "Walking in the Park with Eloise" "Bridge Over the River Suite" (The Country Hams)                          | —               | —               | —               | —               | —               | —               | —               | không nằm trong album               |
| 1975 | "Listen to What the Man Said" Love in Song" (Wings)                                                         | 6               | 1               | 8               | 1               | 42              | 7               | 14              | Venus and Mars                      |
| 1975 | "Letting Go" You Gave Me the Answer" (Wings)                                                                | 41              | 39              | —               | 62              | —               | —               | 34              | Venus and Mars                      |
| 1975 | "Venus and Mars/Rock Show" Magneto and Titanium Man" (Wings)                                                | —               | 12              | —               | 12              | —               | —               | 34              | Venus and Mars                      |
| 1976 | "Silly Love Songs" Cook of the House" (Wings)                                                               | 2               | 1               | 1               | 1               | 14              | 8               | 20              | Wings at the Speed of Sound         |
| 1976 | "Let 'Em In" Beware My Love" (Wings)                                                                        | 2               | 3               | 1               | 3               | 29              | 13              | 65              | Wings at the Speed of Sound         |
| 1977 | "Maybe I'm Amazed" (trực tiếp) "Soily" (trực tiếp) (Wings)                                                  | 28              | 10              | —               | 9               | —               | —               | —               | Wings over America                  |
| 1977 | "Seaside Woman" "B Side to Seaside" (Suzy and the Red Stripes)                                              | —               | 59              | —               | —               | —               | —               | —               | không nằm trong album               |
| 1977 | "Mull of Kintyre" Girls' School" (Wings)                                                                    | 1               | — 33            | — 45            | 44 34           | 1               | 1               | 1               | không nằm trong album               |
| 1978 | "With a Little Luck" "Backwards Traveler/Cuff-Link" (Wings)                                                 | 5               | 1               | 5               | 1               | 17              | 14              | 11              | London Town                         |
| 1978 | "I've Had Enough" "Deliver Your Children" (Wings)                                                           | 42              | 25              | —               | 24              | —               | —               | 99              | London Town                         |
| 1978 | "London Town" "I'm Carrying" (Wings)                                                                        | 60              | 39              | 17              | 32              | —               | —               | —               | London Town                         |
| 1979 | "Goodnight Tonight" Daytime Nighttime Suffering" (Wings)                                                    | 5               | 5               | 30              | 2               | 34              | 6               | 6               | không nằm trong album               |
| 1979 | "Old Siam, Sir" "Spin It On" (Wings)                                                                        | 35              | —               | —               | —               | —               | —               | —               | Back to the Egg                     |
| 1979 | "Getting Closer" "Baby's Request" (UK) "Spin It On" (US) (Wings)                                            | 60              | 20              | —               | 18              | —               | —               | 57              | Back to the Egg                     |
| 1979 | "Arrow Through Me" Old Siam, Sir" (Wings)                                                                   | —               | 29              | —               | 27              | —               | —               | —               | Back to the Egg                     |
| 1979 | "Wonderful Christmastime" "Rudolph the Red-Nosed Reggae"                                                    | 6               | —               | —               | —               | —               | —               | 61              | không nằm trong album               |

### Thập niên 1980
| Năm  | Đĩa đơn | Vị trí cao nhất | Vị trí cao nhất | Vị trí cao nhất | Vị trí cao nhất | Vị trí cao nhất | Vị trí cao nhất | Vị trí cao nhất | Album                                                  |
| Năm  | Đĩa đơn | UK              | US              | US AC           | CAN (RPM)       | GER             | NZ              | AUS             | Album                                                  |
| ---- | --- | --------------- | --------------- | --------------- | --------------- | --------------- | --------------- | --------------- | ------------------------------------------------------ |
| 1980 | "Coming Up" (Paul McCartney) "Coming Up (Live at Glasgow)" "Lunchbox/Odd Sox" (Paul McCartney & Wings)                                                        | 2               | 1               | 48              | 1               | 11              | 2               | 2               | McCartney II                                           |
| 1980 | "Waterfalls" "Check My Machine" | 9               | 106             | —               | —               | 55              | 15              | 31              | McCartney II                                           |
| 1980 | "Temporary Secretary" "Secret Friend" | —               | —               | —               | —               | —               | —               | —               | McCartney II                                           |
| 1982 | "Ebony and Ivory" (with Stevie Wonder) "Rainclouds" | 1               | 1               | 1               | 1               | 1               | 2               | 2               | Tug of War                                             |
| 1982 | "Take It Away" "I'll Give You a Ring" | 15              | 10              | 6               | 17              | 46              | 30              | 18              | Tug of War                                             |
| 1982 | "Tug of War" "Get It" | 53              | 53              | 31              | —               | —               | —               | —               | Tug of War                                             |
| 1982 | "The Girl Is Mine" (with Michael Jackson) "Can't Get Outta the Rain" (Michael Jackson)                                                                        | 8               | 2               | 1               | 8               | 53              | 3               | 4               | Thriller (Michael Jackson)                             |
| 1983 | "Say Say Say" (with Michael Jackson) "Ode to a Koala Bear" | 2               | 1               | 3               | 1               | 12              | 10              | 4               | Pipes of Peace                                         |
| 1983 | "Pipes of Peace" (UK A-side) "So Bad" (US A-side) | 1               | 23              | 3               | 11              | 43              | —               | 36              | Pipes of Peace                                         |
| 1984 | "No More Lonely Nights" "No More Lonely Nights" (playout version) (original release); "No More Lonely Nights" (special dance mix) (second single)             | 2               | 6               | 2               | 11              | 30              | 19              | 9               | Give My Regards to Broad Street                        |
| 1984 | "We All Stand Together" (with The Frog Chorus) "We All Stand Together" (humming version)                                                                      | 3               | —               | —               | —               | —               | —               | —               | không nằm trong album                                  |
| 1985 | "Spies Like Us" (Paul McCartney) "My Carnival" (Paul McCartney & Wings)                                                                                       | 13              | 7               | —               | 24              | —               | —               | 55              | không nằm trong album (trích từ bộ phim Spies Like Us) |
| 1986 | "Press" "It's Not True" | 25              | 21              | —               | 43              | 53              | —               | 47              | Press to Play                                          |
| 1986 | "Pretty Little Head" "Write Away" | —               | —               | —               | —               | —               | —               | —               | Press to Play                                          |
| 1986 | "Stranglehold" "Angry" | —               | 81              | —               | 90              | —               | —               | —               | Press to Play                                          |
| 1986 | "Only Love Remains" "Tough on a Tightrope" | 34              | —               | 9               | 7               | —               | —               | —               | Press to Play                                          |
| 1987 | "Once Upon a Long Ago" "Back on My Feet" | 10              | —               | 68              | 13              | —               | —               | 58              | All the Best!                                          |
| 1989 | "Ferry Cross the Mersey" (cùng The Christians, Holly Johnson, Gerry Marsden & Stock Aitken Waterman) "Abide with Me" (Liverpool Metropolitan Cathedral Choir) | 1               | —               | —               | —               | —               | —               | 45              | không nằm trong album                                  |
| 1989 | "My Brave Face" Flying to My Home" | 18              | 25              | 4               | 18              | 29              | —               | 30              | Flowers in the Dirt                                    |
| 1989 | "This One" "The First Stone" | 18              | 94              | 28              | 60              | 40              | —               | —               | Flowers in the Dirt                                    |
| 1989 | "Figure of Eight" "Ou Est le Soleil" | 42              | 92              | 47              | 75              | —               | —               | —               | Flowers in the Dirt                                    |

### Thập niên 1990
| Năm  | Đĩa đơn                                                                       | Vị trí cao nhất | Vị trí cao nhất | Vị trí cao nhất | Vị trí cao nhất | Vị trí cao nhất | Vị trí cao nhất | Vị trí cao nhất | Album                                    |
| Năm  | Đĩa đơn                                                                       | UK              | US              | US AC           | CAN (RPM)       | GER             | NZ              | AUS             | Album                                    |
| ---- | ----------------------------------------------------------------------------- | --------------- | --------------- | --------------- | --------------- | --------------- | --------------- | --------------- | ---------------------------------------- |
| 1990 | "Put It There" (Paul McCartney) "Mama's Little Girl" (Paul McCartney & Wings) | 32              | —               | 11              | 9               | 60              | —               | —               |                                          |
| 1990 | "Birthday" (trực tiếp) "Good Day Sunshine" (trực tiếp)                        | 29              | —               | —               | —               | —               | —               | —               | Tripping the Live Fantastic              |
| 1990 | "All My Trials" (trực tiếp) "C Moon" (trực tiếp)                              | 35              | —               | —               | —               | —               | —               | —               | Tripping the Live Fantastic: Highlights! |
| 1993 | "Hope of Deliverance" "Long Leather Coat"                                     | 18              | 83              | 9               | 5               | 3               | 20              | 29              | Off the Ground                           |
| 1993 | "C'Mon People" "I Can't Imagine"                                              | 41              | —               | 27              | 80              | 54              | —               | —               | Off the Ground                           |
| 1993 | "Off the Ground" "Cosmically Conscious"                                       | 41              | —               | 27              | 25              | 54              | —               | —               | Off the Ground                           |
| 1997 | "Young Boy" "Looking for You"                                                 | 19              | —               | 44              | 22              | —               | —               | —               | Flaming Pie                              |
| 1997 | "The World Tonight" "Used to Be Bad"                                          | 23              | 64              | —               | 14              | —               | —               | —               | Flaming Pie                              |
| 1997 | "Beautiful Night" "Love Come Tumbling Down"                                   | 25              | —               | —               | —               | —               | —               | —               | Flaming Pie                              |
| 1999 | "No Other Baby" Brown Eyed Handsome Man"                                      | 42              | —               | —               | —               | —               | —               | —               | Run Devil Run                            |

### Thập niên 2000
| Năm  | Đĩa đơn                                                       | Vị trí cao nhất | Vị trí cao nhất | Vị trí cao nhất | Vị trí cao nhất | Vị trí cao nhất | Vị trí cao nhất | Vị trí cao nhất | Album                              |
| Năm  | Đĩa đơn                                                       | UK              | US              | US AC           | CAN (RPM)       | GER             | NZ              | AUS             | Album                              |
| ---- | ------------------------------------------------------------- | --------------- | --------------- | --------------- | --------------- | --------------- | --------------- | --------------- | ---------------------------------- |
| 2001 | "From a Lover to a Friend" "Riding into Jaipur"               | 45              | —               | 24              | —               | —               | —               | —               | Driving Rain                       |
| 2001 | "Freedom" From a Lover to a Friend"                           | —               | 97              | 20              | —               | —               | —               | —               | Driving Rain                       |
| 2004 | "Tropic Island Hum" We All Stand Together"                    | 21              | —               | —               | —               | —               | —               | —               | không nằm trong album              |
| 2005 | "Sgt. Pepper's Lonely Hearts Club Band" (trực tiếp) (cùng U2) | —               | 48              | —               | —               | —               | —               | —               | không nằm trong album              |
| 2005 | "Fine Line" "Growing Up Falling Down"                         | 20              | —               | 25              | —               | 70              | —               | —               | Chaos and Creation in the Backyard |
| 2005 | "Jenny Wren" "Summer of '59"                                  | 22              | —               | —               | —               | —               | —               | —               | Chaos and Creation in the Backyard |
| 2007 | "Dance Tonight" Nod Your Head"                                | 26              | 69              | —               | —               | —               | —               | —               | Memory Almost Full                 |
| 2007 | "Ever Present Past" "House of Wax" (trực tiếp)                | 85              | 110             | 16              | —               | —               | —               | —               | Memory Almost Full                 |
| 2007 | "Nod Your Head" "Nod Your Head"                               | —               | —               | —               | —               | —               | —               | —               | Memory Almost Full                 |
| 2008 | "Heal the Pain" "Heal the Pain" (cùng George Michael)         | —               | —               | —               | —               | —               | —               | —               | Twenty Five (George Michael)       |
| 2008 | "Sing the Changes" (The Fireman)                              | —               | —               | —               | —               | —               | —               | —               | Electric Arguments                 |
| 2009 | "Walk with You" (cùng Ringo Starr)                            | —               | —               | —               | —               | —               | —               | —               | Y Not (Ringo Starr)                |

### Thập niên 2010
| 2010                                 | "(I Want to) Come Home"                                             | —   | — | —  | — | — | — | — | —  | không nằm trong album tải về từ bộ phim Everybody's Fine, song không nằm trong album soundtrack |
| 2011                                 | "My Valentine"                                                      | 136 | — | 20 | — | — | — | — | —  | Kisses on the Bottom                                                                            |
| 2012                                 | "Only Our Hearts"                                                   | —   | — | —  | — | — | — | — | 84 | Kisses on the Bottom                                                                            |
| 2012                                 | "The Christmas Song (Chestnuts Roasting on an Open Fire)"           | —   | — | 25 | — | — | — | — | —  | Kisses on the Bottom – Complete Kisses                                                          |
| 2012                                 | "He Ain't Heavy, He's My Brother" (dưới tên The Justice Collective) | 1   | — | —  | — | — | — | — | —  | không nằm trong album                                                                           |
| 2013                                 | "New"                                                               | 105 | — | 18 | — | — | — | — | 4  | New                                                                                             |
| 2013                                 | "Queenie Eye"                                                       | —   | — | —  | — | — | — | — | 42 | New                                                                                             |
| "—" không phát hành tại quốc gia này |                                                                     |     |   |    |   |   |   |   |    |                                                                                                 |

## Dự án khác
| Năm  | Album                                               | Thông tin |
| ---- | --------------------------------------------------- | --- |
| 1973 | Live and Let Die                                    | Bản soundtrack nằm trong 1 tập của serie phim về James Bond được trình bày bởi Paul McCartney & Wings. |
| 1981 | Concerts for the People of Kampuchea                | Album trực tiếp được thu tại buổi diễn ở nhà hát Hammersmith Odeon, London tháng 12 năm 1979 nhằm ủng hộ những người tị nạn Cam-pu-chia. Wings và Rockestra lần lượt đóng góp mỗi nghệ sĩ 3 ca khúc.                                                                             |
| 1985 | Twice in a Lifetime                                 | McCartney sáng tác ca khúc chủ đề cho bộ phim, "Twice in a Lifetime". |
| 1986 | It's a Live-In World                                | Album của các nghệ sĩ Anh ủng hộ đề án The Anti-Heroin Project. Đóng góp của McCartney cho album là một ca khúc không được phát hành mang tên "Simple as That". |
| 1987 | The Prince's Trust 10th Anniversary Birthday Party  | Buổi diễn của nhiều nghệ sĩ ủng hộ Quỹ The Prince's Trust. Đóng góp của McCartney cho album là phần trình diễn dài ca khúc "Get Back". Ấn bản phát hành tại Anh có thêm bonus track là 2 ca khúc được trình diễn bởi McCartney, "Long Tall Sally" và "I Saw Her Standing There". |
| 1990 | Knebworth: The Album                                | McCartney trình diễn 2 ca khúc, "Coming Up" và "Hey Jude" cho album trình diễn trực tiếp tại Knebworth năm 1990. |
| 1991 | For Our Children                                    | Album của nhiều nghệ sĩ hát các ca khúc thiếu nhi được phát hành bởi Disney ủng hộ Quỹ Elizabeth Glaser Pediatric AIDS Foundation bao gồm ca khúc "Mary Had a Little Lamb" của Wings.                                                                                            |
| 1991 | The Last Temptation of Elvis                        | McCartney trình diễn "It's Now or Never" trong album được thực hiện bởi các nghệ sĩ Anh cho loạt phim về Elvis Presley. |
| 1992 | Earthrise: The Rainforest Album                     | Album của nhiều nghệ sĩ sáng tác về chủ đề môi trường, trong đó có ca khúc của McCartney mang tên "How Many People". |
| 1997 | Music for Montserrat                                | Music for Montserrat được phát hành dưới dạng video ca nhạc, trong đó bao gồm phần trình diễn của McCartney với "Yesterday", "Golden Slumbers Medley", "Hey Jude" và "Kansas City".                                                                                              |
| 1997 | Diana, Princess of Wales: Tribute                   | Album của nhiều nghệ sĩ tưởng nhớ Công nương Diana, trong đó có ca khúc "Little Willow" vốn được McCartney sáng tác dành cho các con của Ringo Starr sau khi mẹ của chúng, Maureen Starkey, qua đời.                                                                             |
| 1999 | Twentieth Century Blues: The Songs of Noel Coward   | Album tri ân Noël Coward trong đó có phần trình diễn của McCartney ca khúc "A Room with a View". |
| 2000 | A Garland for Linda                                 | Album tri ân người vợ Linda có phần trình diễn ca khúc "Nova" của McCartney. |
| 2000 | Maybe Baby                                          | Bản hát lại ca khúc "Maybe Baby" của Buddy Holly bởi McCartney mở đầu album soundtrack của bộ phim. |
| 2001 | Good Rockin' Tonight                                | Album tri ân quãng thời gian của Elvis Presley tại hãng Sun Records trong đó có phần thể hiện của McCartney với "That's All Right". |
| 2001 | Brand New Boots and Panties                         | Album tri ân Ian Dury, bao gồm ca khúc trình bày bởi McCartney, "I'm Partial to Your Abracadabra". |
| 2001 | Music from Vanilla Sky                              | McCartney trình diễn ca khúc nhan đề trong bộ phim được đề cử giải Oscar, Vanilla Sky. |
| 2001 | The Concert for New York City                       | McCartney tổ chức chương trình hòa nhạc từ thiện và trình diễn rất nhiều ca khúc mà 4 trong số đó sau này được phát hành trong album trực tiếp cùng tên: "I'm Down", "Yesterday", "Let It Be" và "Freedom".                                                                      |
| 2002 | A Tribute to the King                               | Album tri ân Elvis Presley bao gồm phần trình diễn của McCartney trong ca khúc "All Shook Up". |
| 2002 | Party at the Palace                                 | Album trực tiếp cho buổi diễn kỷ niệm 50 năm đăng quang của Nữ hoàng Elizabeth. Album bao gồm 2 ca khúc của McCartney là "All You Need Is Love" và "Hey Jude". |
| 2003 | Music from the Motion Picture The In-Laws           | Bản soundtrack cho bộ phim được làm lại năm 2003, The In-Laws bao gồm ca khúc chưa từng được phát hành của McCartney, "A Love for You", cùng với đó là một bản thu khác của "Live and Let Die".                                                                                  |
| 2003 | Concert for George                                  | McCartney trình diễn 4 ca khúc trong chương trình tưởng nhớ George Harrison. |
| 2005 | 46664: 1 Year On                                    | EP của nhiều nghệ sĩ, được thực hiện nhân dịp kỷ niệm chương trình Global 46664 Nelson Mandela. Album bao gồm ca khúc "Whole Life", cộng tác giữa Paul McCartney và David A. Stewart.                                                                                            |
| 2007 | Goin' Home: A Tribute to Fats Domino                | McCartney trình diễn "I Want To Walk You Home", cùng Allen Toussaint, trong album tri ân Fats Domino. |
| 2009 | (Tải kỹ thuật số từ trang web của Meat Free Monday) | McCartney trình diễn "Meat Free Monday" ủng hộ dự án Meat Free Monday. |
| 2009 | Funny People Soundtrack                             | Album soundtrack cho bộ phim Funny People của Adam Sandler với ca khúc "Great Day" (từng nằm trong album Flaming Pie). |
| 2009 | (Tải kỹ thuật số từ Everybody's Fine Soundtrack)    | McCartney trình diễn ca khúc "(I Want To) Come Home" trong bộ phim Everybody's Fine của Robert De Niro. Ca khúc chỉ xuất hiện dưới định dạng tải kỹ thuật số. |
| 2011 | Rare Bird Alert                                     | McCartney hát chính trong ca khúc "Best Love", sáng tác bởi Steve Martin và The Steep Canyon Rangers. |
| 2011 | Rave On Buddy Holly                                 | McCartney trình diễn 2 ấn bản ca khúc "It's So Easy" của Buddy Holly. |
| 2012 | 12-12-12: The Concert for Sandy Relief              | McCartney trình diễn ca khúc "Helter Skelter". |
| 2012 | Holidays Rule                                       | McCartney trình diễn ca khúc "The Christmas Song" cho album tuyển tập các ca khúc về Giáng Sinh. |
| 2013 | Sound City – Real to Reel                           | McCartney trình diễn ca khúc "Cut Me Some Slack" cùng Dave Grohl, Krist Novoselic và Pat Smear. |

## Song ca và hợp tác
| Năm  | Album                        | Cộng tác                    | Ghi chú |
| ---- | ---------------------------- | --------------------------- | --- |
| 1982 | Thriller                     | Michael Jackson             | Ca khúc "The Girl Is Mine" song ca bởi Jackson và McCartney. |
| 1988 | Water from the Wells of Home | Johnny Cash                 | Ca khúc "New Moon over Jamaica", song ca bởi Cash và McCartney. |
| 1995 | The Help Album               | Smokin' Mojo Filters        | The Help Album, album từ thiện thuộc chương trình War Child, bao gồm ca khúc "Come Together" trình diễn bởi McCartney trong liên khúc "Smokin' Mojo Filters".                                            |
| 1996 | Go Cat Go                    | Carl Perkins                | Ca khúc "My Old Friend" trình diễn bởi Perkins và McCartney. |
| 1999 | "Vo!ce"                      | Heather Mills               | "Vo!ce", đĩa đơn CD được ghi cho "Heather Mills featuring Paul McCartney." McCartney đồng sáng tác ca khúc cùng Mills, ngoài ra còn hát nền và chơi guitar.                                              |
| 2001 | Love & Faith & Inspiration   | Lindsay Pagano              | Ca khúc "So Bad" sáng tác bởi McCartney, trình bày bởi Pagano với phần hát nền bởi McCartney. |
| 2002 | Together                     | Lulu                        | Ca khúc "Inside Thing (Let 'em In)", song ca bởi Lulu và McCartney. |
| 2004 | Gettin' in Over My Head      | Brian Wilson                | Ca khúc "A Friend Like You", song ca bởi Wilson và McCartney |
| 2006 | Duets: An American Classic   | Tony Bennett                | Ca khúc "The Very Thought of You", song ca bởi Bennett và McCartney. |
| 2006 | Givin' It Up                 | George Benson và Al Jarreau | Ca khúc "Bring It On Home to Me" trình bày bởi Benson, Jarreau và McCartney. |
| 2006 | Twenty Five                  | George Michael              | Ca khúc "Heal the Pain" song ca bởi Michael và McCartney. |
| 2008 | London Undersound            | Nitin Sawhney               | Ca khúc "My Soul", hợp tác giữa Sawhney và McCartney. |
| 2009 | Witchazel                    | Matt Berry                  | Ca khúc "Rain Came Down", song ca bởi Berry và McCartney. |
| 2009 | A Sideman's Journey          | Klaus Voormann              | Paul hát và chơi piano trong ca khúc mở đầu có tên "I'm in Love Again". |
| 2010 | Y Not                        | Ringo Starr                 | Ca khúc "Walk With You" và "Peace Dream", sáng tác và song ca bởi Starr và McCartney. |
| 2011 | Live at Shea Stadium         | Billy Joel                  | McCartney tham gia trình bày ca khúc "I Saw Her Standing There" và "Let It Be" trong vai trò khách mời cùng Billy Joel, ngoài ra là phần xuất hiện trong bộ phim tài liệu The Last Play At Shea về Joel. |
| 2012 | Blow Your Pants Off          | Jimmy Fallon                | McCartney tham gia trình bày trình bày "Scrambled Eggs" trong vai trò khách mời cùng Jimmy Fallon (bản gốc của ca khúc "Yesterday").                                                                     |
| 2013 | Old Sock                     | Eric Clapton                | McCartney hát và chơi bass trong ca khúc "All of Me". |
| 2013 | Out of Sight                 | The Bloody Beetroots        | Đĩa đơn The Bloody Beetroots có sự tham gia của Paul McCartney và Youth. |

## Sản xuất, sáng tác hoặc nghệ sĩ khách mời
| Năm  | Album                       | Cộng tác               | Ghi chú |
| ---- | --------------------------- | ---------------------- | --- |
| 1967 | Smiley Smile                | The Beach Boys         | Ca khúc "Vegetables " có bao gồm âm thanh McCartney ăn cần tây như tiếng giữ nhịp. |
| 1968 | Tadpoles                    | Bonzo Dog Doo Dah Band | Ca khúc "I'm the Urban Spaceman" (đứng thứ 5 tại Anh) được sản xuất bởi McCartney và Gus Dudgeon dưới nghệ danh "Apollo C. Vermouth". |
| 1968 | James Taylor                | James Taylor           | McCartney chơi bass trong "Carolina in My Mind". |
| 1969 | Rosetta                     | The Fourmost           | McCartney chơi piano trong "Rosetta". |
| 1969 | Magic Christian Music       | Badfinger              | Ca khúc "Come and Get It" được sáng tác và sản xuất bởi McCartney. Ngoài ra, McCartney sản xuất và chơi piano trong "Rock Of All Ages" và trình bay ca khúc "Carry On Til Tomorrow." |
| 1970 | Brave New World             | Steve Miller Band      | McCartney (dưới nghệ danh Paul Ramon) chơi bass, trống và hát nền trong "My Dark Hour". |
| 1970 | Sentimental Journey         | Ringo Starr            | McCartney hòa âm ca khúc "Stardust". |
| 1972 | No Secrets                  | Carly Simon            | McCartney viết phần hát nền trong "Night Owl". |
| 1973 | Ringo                       | Ringo Starr            | McCartney viết, hòa âm, chơi piano và synthesizer, hát nền trong "Six O'Clock" và chơi kazoo (dưới tên "mouth sax") trong ca khúc "You're Sixteen". |
| 1974 | McGear                      | Mike McGear            | Album của người anh trai của McCartney – Michael – người hát chính cùng với ban nhạc Wings hát nền. McCartney sản xuất album, sáng tác và đồng sáng tác hầu hết các ca khúc, hát bè trong ca khúc "The Man Who Found God on the Moon", ngoài ra còn chơi bass, guitar và keyboards (song không được ghi tên dưới vai trò nghệ sĩ). |
| 1974 | Let's Love                  | Peggy Lee              | McCartney viết và hòa âm ca khúc chủ đề "Let's Love". |
| 1974 | Walking Man                 | James Taylor           | Paul & Linda viết phần hát bè cho "Rock'n'Roll Is Music Now". |
| 1974 | Smiler                      | Rod Stewart            | Paul viết và thực hiện phần lời cho ca khúc "Mine For Me". |
| 1974 | I Survive                   | Adam Faith             | Paul chơi synthesizer trong các ca khúc "Change", "Goodbye" & "Never Say Goodbye" và hát nền trong "Star Song" |
| 1975 | Sold Out                    | The Scaffold           | McCartney sản xuất và Wings hát nền trong ca khúc "Liverpool Lou"; McCartney cũng sản xuất và đồng sáng tác đĩa đơn mặt A có tên "Ten Years After on Strawberry Jam", trình diễn cùng Wings, với McCartney chơi bass và keyboards (không được ghi tên).                                                                            |
| 1976 | Ringo's Rotogravure         | Ringo Starr            | McCartney sáng tác và viết phần hát bè cho "Pure Gold". |
| 1977 | Bullinamingvase             | Roy Harper             | Paul & Linda viết phần hát bè cho "One Of Those Days In England". |
| 1977 | Holly Days                  | Denny Laine            | McCartney sản xuất và chơi hầu hết phần nhạc cụ và hát nèn cho album |
| 1977 | One of the Boys             | Roger Daltrey          | Ca khúc "Giddy" được viết bởi McCartney |
| 1980 | Japanese Tears              | Denny Laine            | 2 ca khúc trong album, "Send Me The Heart" và "Weep For Love", được trình bày bởi Wings, với McCartney chơi bass, keyboards, guitar, định âm và hát, ngoài ra McCartney còn đồng sáng tác "Send Me the Heart" |
| 1981 | Somewhere in England        | George Harrison        | McCartney hát nền trong "All Those Years Ago". |
| 1981 | Stop and Smell the Roses    | Ringo Starr            | McCartney viết và chơi bass và piano, hát nền trong "Private Property", "Attention", "Sure To Fall" và chơi trống trong bản thử ca khúc "Can't Fight Lightning". |
| 1982 | Standard Time               | Laurence Juber         | Ca khúc "Maisie" trình bày bởi Wings, với McCartney chơi bass. |
| 1983 | The Honorary Consul         | John Williams          | Ca khúc chủ đề được sáng tác bởi McCartney, trình bày bởi Williams. |
| 1989 | Spike                       | Elvis Costello         | Bao gồm ca khúc "Veronica" và "Pads, Paws, and Claws", đồng sáng tác bởi McCartney. McCartney còn chơi bass trong "Veronica" và "...This Town..." |
| 1992 | ...Meanwhile                | 10cc                   | McCartney co-wrote "Don't Break The Promises" |
| 1995 | Mirror, Mirror              | 10cc                   | McCartney co-wrote & played rhythm guitar on "Yvonne's the One"; also played strings, electric piano, frogs, crickets, percussion on "Code of Silence". |
| 1996 | The Ballad of the Skeletons | Allen Ginsberg         | McCartney chơi guitar, trống, hammond organ và maracas trong ca khúc tiêu đề. |
| 1998 | Wide Prairie                | Linda McCartney        | Toàn bộ các ca khúc được sáng tác và sản xuất bởi McCartney. McCartney cũng chơi rất nhiều nhạc cụ trong album, một vài ca khúc được trình bày bởi Wings mà 2 trong số đó được ghi cho Suzy and the Red Stripes. |
| 1998 | Vertical Man                | Ringo Starr            | McCartney chơi bass và hát nền trong "La De Da," "I Was Walking" và "What In The World" và sau đó còn xuất hiện trong video của "La De Da". |
| 2001 | Rings Around the World      | Super Furry Animals    | "Receptacle for the Respectable" với McCartney ăn cần tây. |
| 2005 | Undressing Underwater       | Rusty Anderson         | McCartney chơi bass, hát nền và chơi guitar điện trong "Hurt Myself". |
| 2009 | Roadsinger                  | Yusuf Islam            | McCartney hát nền trong "Boots and Sand" |
| 2010 | Wreckorder                  | Fran Healy             | McCartney chơi bass cho toàn bộ album |
| 2010 | Y Not                       | Ringo Starr            | McCartney chơi bass trong "Peace Dream" và hát trong "Walk With You". |

## Video

### Video album
| Năm  | Video                                                               | Ghi chú |
| ---- | ------------------------------------------------------------------- | --- |
| 1980 | Rockshow - Phát hành: 26 tháng 11 năm 1980                          | Concert và bộ phim tài liệu về tour diễn năm 1976 "Wings Over America" của McCartney. |
| 1984 | Give My Regards to Broad Street - Phát hành: 23 tháng 10 năm 1984   | Đoạn phim ngắn với sự xuất hiện của Paul McCartney và Ringo Starr, bao gồm nhiều ca khúc của Paul McCartney. |
| 1991 | Get Back - Phát hành: 18 tháng 1 năm 2005                           | Được quay bởi khán giả tại 45 thành phố ở 13 quốc gia. |
| 1993 | Paul is Live in concert on The New World Tour - Phát hành: 1993     | Được quay trong thời gian đi lưu diễn The New World Tour. |
| 2000 | Standing Stone - Phát hành: 18 tháng 1 năm 2000                     | Buổi diễn Standing Stone (81 phút) theo kèm bộ phim tài liệu bên lề (52 phút). |
| 2001 | Live at the Cavern Club! - Phát hành: 19 tháng 6 năm 2001           | Được quay tại Cavern Club ngày 14 tháng 12 năm 1999; Các ca khúc trích từ album Run Devil Run, cùng với "I Saw Her Standing There"; Bao gồm phần tiểu sử các thành viên ban nhạc của McCartney trong khoảng thời gian đó (David Gilmour, Ian Paice, Chris Hall, Pete Wingfield và Mick Green); và bộ phim tài liệu ngắn History of the Cavern Club. |
| 2003 | Back in the U.S. - Phát hành: 17 tháng 3 năm 2003                   | Tổng hợp hai concert Bắc Mỹ của McCartney năm 2002. Video có được chứng chỉ 4x Bạch kim tại Canada. |
| 2004 | The Music and Animation Collection - Phát hành: 27 tháng 9 năm 2004 | Bộ phim hoạt hình ca nhạc ngắn, bao gồm đoạn phỏng vấn McCartney trong phần tài liệu bên lề. |
| 2004 | Put It There - Phát hành: 15 tháng 11 năm 2004                      | Tập trung khai thác quá trình thực hiện album Flowers in the Dirt, theo kèm là nhiều bài phỏng vấn. |
| 2005 | Paul McCartney in Red Square - Phát hành: 14 tháng 6 năm 2005       | Bao gồm 20 phút trích đoạn chỉnh sửa trước đây chưa từng được công bố, ngoài ra là rất nhiều cảnh quay bên lề. |
| 2006 | The Space Within US - Phát hành: 14 tháng 11 năm 2006               | Bao gồm các bài phỏng vấn McCartney, ban nhạc và ê-kíp thực hiện tour diễn tại Mỹ. |
| 2007 | The McCartney Years - Phát hành: 13 tháng 11 năm 2007               | Bao gồm phần bình luận đặc biệt, cảnh quay bên lề với hơn 20 video ca nhạc và 2 tiếng thu âm trình diễn trực tiếp. |
| 2009 | Good Evening New York City - Phát hành: 17 tháng 11 năm 2009        | CD/DVD phim tài liệu thực hiện vào tháng 7 năm 2009 buổi diễn tại Citi Field ở New York. |
| 2012 | Paul McCartney's Live Kisses - Phát hành: 13 tháng 11 năm 2012      | Buổi diễn trực tiếp tại Capitol Studios, với nhiều ca khúc của McCartney trong album Kisses on the Bottom. |

### Video âm nhạc
| Năm  | Video                       | Đạo diễn                         |
| ---- | --------------------------- | -------------------------------- |
| 1970 | "Maybe I'm Amazed"          | Charlie Jenkins                  |
| 1971 | "Heart of the Country"      | Roy Benson                       |
| 1972 | "Hi, Hi, Hi"                | Steven Turner                    |
| 1972 | "C Moon"                    | Steven Turner                    |
| 1973 | "My Love"                   | Mick Rock                        |
| 1973 | "Helen Wheels"              | Michael Lindsay-Hogg             |
| 1974 | "Mamunia"                   | Jim Quick                        |
| 1974 | "Band on the Run"           | Michael Coulson                  |
| 1976 | "Silly Love Songs"          | Gordon Bennett                   |
| 1977 | "Mull of Kintyre"           | Michael Lindsay-Hogg             |
| 1978 | "With a Little Luck"        | Michael Lindsay-Hogg             |
| 1978 | "I've Had Enough"           | Keith McMillan                   |
| 1978 | "London Town"               | Michael Lindsay-Hogg             |
| 1979 | "Goodnight Tonight"         | Keith McMillan                   |
| 1979 | "Getting Closer"            | Keith McMillan                   |
| 1979 | "Spin It On"                | Keith McMillan                   |
| 1979 | "Again and Again and Again" | Keith McMillan                   |
| 1979 | "Old Siam, Sir"             | Keith McMillan                   |
| 1979 | "Arrow Through Me"          | Keith McMillan                   |
| 1979 | "Winter Rose/Love Awake"    | Keith McMillan                   |
| 1979 | "Baby's Request"            | Keith McMillan                   |
| 1979 | "Wonderful Christmastime"   | Russell Mulcahy                  |
| 1980 | "Coming Up"                 | Keith McMillan                   |
| 1980 | "Waterfalls"                | Keith McMillan                   |
| 1982 | "Ebony and Ivory"           | Keith McMillan                   |
| 1982 | "Take It Away"              | John McKenzie                    |
| 1982 | "Tug of War"                | Maurice Phillips                 |
| 1983 | "Say Say Say"               | Bob Giraldi                      |
| 1983 | "Pipes of Peace"            | Paul McCartney và Keith McMillan |
| 1983 | "So Bad"                    | Paul và Linda McCartney          |
| 1984 | "No More Lonely Nights"     | Keith McMillan                   |
| 1985 | "Spies Like Us"             | John Landis                      |
| 1986 | "Press"                     | Philip Davey                     |
| 1986 | "Stranglehold"              | Bob Giraldi                      |
| 1986 | "Pretty Little Head"        | Steve Barron                     |
| 1986 | "Only Love Remains"         |                                  |
| 1987 | "Once Upon a Long Ago"      | Paul McCartney và Mike Ross      |
| 1989 | "My Brave Face"             | Roger Lunn                       |
| 1989 | "This One"                  | Tim Pope                         |
| 1989 | "Ou Est Le Soleil"          |                                  |
| 1989 | "Figure of Eight"           | Andy Morahan                     |
| 1990 | "Birthday"                  | Neil Mackenzie Mathews           |
| 1990 | "All My Trials"             | Nigel Dick                       |
| 1990 | "Put It There"              | Neil Mackenzie Mathews           |
| 1993 | "Hope of Deliverance"       | Andy Morahan                     |
| 1993 | "Off the Ground"            | Mathew Robins                    |
| 1993 | "C'mon People"              | Kevin Godley                     |
| 1993 | "Biker Like an Icon"        | Richard Heslop                   |
| 1997 | "The World Tonight"         | Alistair Donald                  |
| 1997 | "Young Boy"                 | Alistair Donald                  |
| 1997 | "Little Willow"             | John Schlesinger                 |
| 1997 | "Beautiful Night"           | Julien Temple                    |
| 1999 | "Brown Eyed Handsome Man"   | David Leland                     |
| 1999 | "No Other Baby"             | Pedro Romhanyi                   |
| 2001 | "From a Lover to a Friend"  |                                  |
| 2001 | "Your Loving Flame"         |                                  |
| 2002 | "Lonely Road"               | Jonas Akerlund                   |
| 2005 | "Fine Line"                 | Simon Hilton                     |
| 2005 | "Jenny Wren"                |                                  |
| 2007 | "Dance Tonight"             | Michel Gondry                    |
| 2007 | "Ever Present Past"         | Phil Griffin                     |
| 2007 | "Nod Your Head"             |                                  |
| 2008 | "Sing the Changes"          |                                  |
| 2009 | "Dance 'Til We're High"     |                                  |
| 2009 | "(I Want To) Come Home"     |                                  |
| 2012 | "My Valentine"              | Paul McCartney                   |
| 2013 | "Queenie Eye"               | Simon Aboud                      |
| 2014 | "Appreciate"                | Andre Chocron                    |
| 2014 | "Early Days"                | Vincent Haycock                  |